# Óscar Gallardo Plaza
Oscar Gallardo Plaza (Madrid, 26 de junio de 1965) es un piloto de enduro retirado. Subcampeón de España Junior en 1985, dos veces Campeón de España, en 1995 y 1996, en la categoría 4T y dos veces Subcampeón del Rally Dakar, en 1997 y 2000.
Licenciado en Sociología por la Universidad Complutense, también ha practicado otros deportes como el atletismo, el esquí y el golf, y desde su retirada de la competición es directivo de Dorna y el máximo responsable del Campeonato de España de Motociclismo de Velocidad.

## Palmarés
- 2 Campeonatos de España de Enduro 4T con Husqvarna en (1995 y 1996)
- 1 Subcampeonato de España de Enduro 4T en (1997)
- 1 tercer puesto en el Campeonatos de España de Enduro 4T en (1994)
- 2 terceros puestos en el Campeonato del Mundo de Enduro en (1996 y 1997)
- 2 segundos puestos en el Rally Dakar en (1997 y 2000)
- 1 Subcampeonato de España Junior en (1985)

## Resultados

### Rally Dakar
| Año     | Categoría | Vehículo | Posición | Etapas |
| ------- | --------- | -------- | -------- | ------ |
| 1994    | Motos     | Cagiva   | Ret.     | 2      |
| 1995    | Motos     | Cagiva   | Ret.     | 1      |
| 1996    | Motos     | Cagiva   | 7.º      | -      |
| 1997    | Motos     | Cagiva   | 2.º      | -      |
| 1998    | Motos     | BMW      | Ret.     | -      |
| 1999    | Motos     | BMW      | 9.º      | 1      |
| 2000    | Motos     | BMW      | 2.º      | -      |
| Fuente: |           |          |          |        |